# Fórmules de Viète
En matemàtiques, més específicament en àlgebra, les fórmules de Viète, anomenades així en honor de François Viète, són fórmules que relacionen les arrels d'un polinomi amb els seus coeficients.

## Les fórmules
Si
{\displaystyle P(X)=a_{n}X^{n}+a_{n-1}X^{n-1}+\cdots +a_{1}X+a_{0}}
És un polinomi de grau {\displaystyle n\geq 1} amb coeficients complexos
(per tant, els nombres {\displaystyle a_{0},a_{1},\dots ,a_{n-1},a_{n}} són complexos amb {\displaystyle a_{n}\neq 0}), pel teorema fonamental de l'àlgebra {\displaystyle P(X)} té {\displaystyle n} (no necessàriament diferents) arrels complexes {\displaystyle x_{1},x_{2},\dots ,x_{n}.} Les fórmules de Viète estableixen que
{\displaystyle {\begin{cases}x_{1}+x_{2}+\dots +x_{n-1}+x_{n}={\tfrac {-a_{n-1}}{a_{n}}}\\(x_{1}x_{2}+x_{1}x_{3}+\cdots +x_{1}x_{n})+(x_{2}x_{3}+x_{2}x_{4}+\cdots +x_{2}x_{n})+\cdots +x_{n-1}x_{n}={\frac {a_{n-2}}{a_{n}}}\\\vdots \\x_{1}x_{2}\dots x_{n}=(-1)^{n}{\tfrac {a_{0}}{a_{n}}}\end{cases}}}
En altres paraules, la suma de tots els possibles productes de {\displaystyle k} arrels de {\displaystyle P(X)} (amb els índexs en cada producte en ordre creixent de forma que no hi hagi repeticions) és igual a {\displaystyle (-1)^{k}a_{n-k}/a_{n},}
{\displaystyle \sum _{1\leq i_{1}<i_{2}<\cdots <i_{k}\leq n}x_{i_{1}}x_{i_{2}}\cdots x_{i_{k}}=(-1)^{k}{\frac {a_{n-k}}{a_{n}}}}
Per a cada {\displaystyle k=1,2,\dots ,n.}
Les fórmules de Viète també es compleixen de forma més general per a polinomis amb coeficients en qualsevol anell commutatiu, en la mesura en què aquest polinomi de grau {\displaystyle n} tingui {\displaystyle n} arrels en aquest anell.

## Exemple
Per al polinomi de segon grau {\displaystyle P(X)=aX^{2}+bX+c}, les fórmules de Viète estableixen que les solucions {\displaystyle x_{1}} i {\displaystyle x_{2}} de l'equació {\displaystyle P(X)=0} satisfan
{\displaystyle x_{1}+x_{2}=-{\frac {b}{a}},\quad x_{1}x_{2}={\frac {c}{a}}.}
La primera d'aquestes equacions es pot er servir per a trobar el mínim (o el màxim) de P. Vegeu Equació de segon grau.

## Demostració
Les fórmules de Viète es poden demostrar escrivint la igualtat
{\displaystyle a_{n}X^{n}+a_{n-1}X^{n-1}+\cdots +a_{1}X+a_{0}=a_{n}(X-x_{1})(X-x_{2})\cdots (X-x_{n})}
(que és certa donat que {\displaystyle x_{1},x_{2},\dots ,x_{n}} són totes les arrels d'aquest polinomi), multiplicant els factors del cantó dret, i identificant els coeficients de cada potència de {\displaystyle X.}